# Fosterbröderna

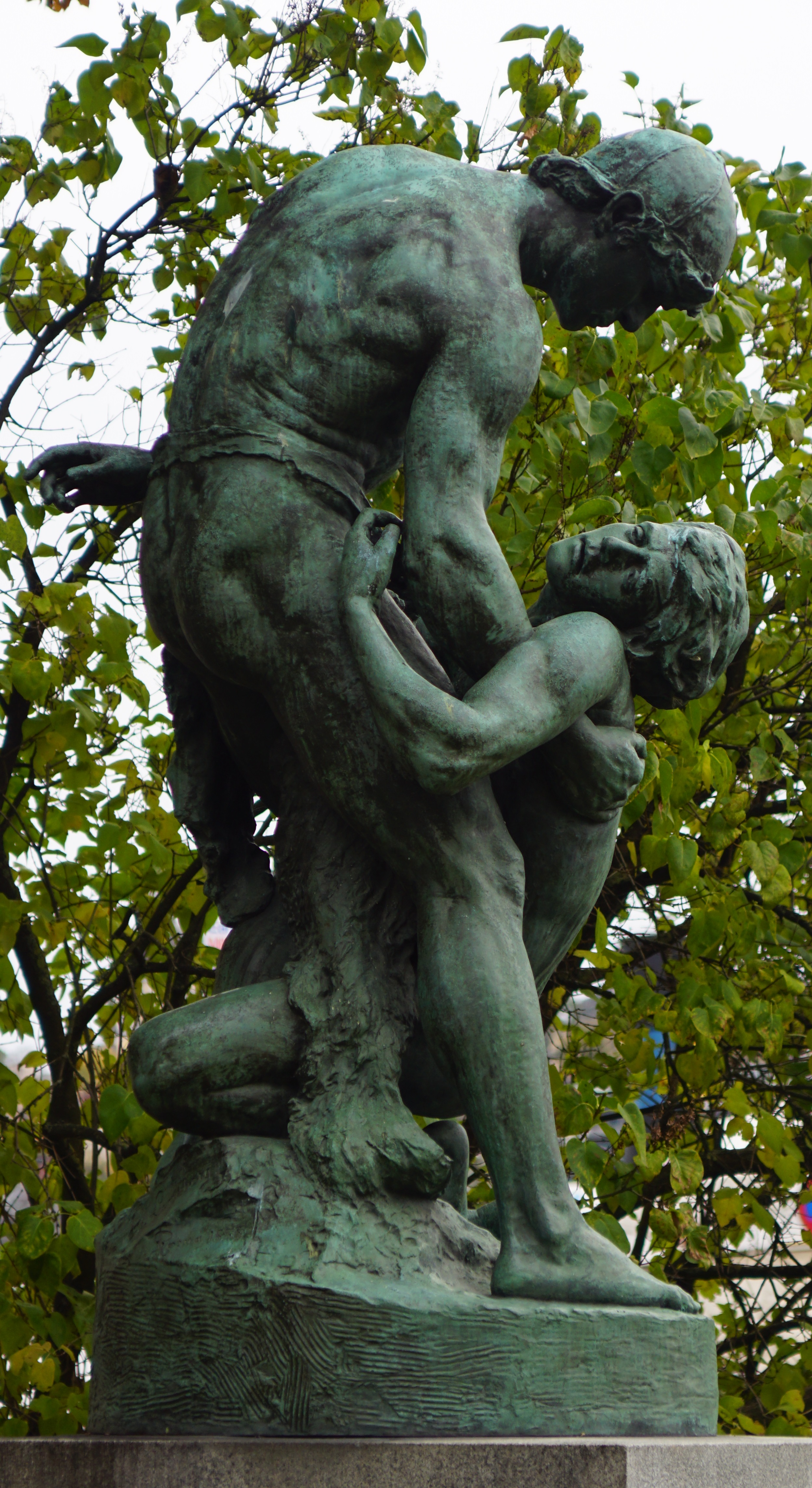
Fosterbröderna (1888).

Fosterbröderna (Zweeds voor 'pleegbroers') is een sculptuur van twee strijders na een gevecht, in 1887-1888 gemaakt door Theodor Lundberg in Rome.
De oudere strijder heeft met een krachtige grip zijn gewonde en stervende kameraad vast en probeert hem op te trekken, terwijl hij zijn blik vasthoudt.
De sculptuur is 1 meter 80 hoog.
De sculptuur Fosterbröderna werd in 1888 in een bronzen uitvoering gekocht voor 9500 Zweedse kronen door het Nationalmuseum in Stockholm (Zweden) en in 1891 in de museumtuin geplaatst. Een ander exemplaar werd aangeschaft door de Deense staat.